# Remolque
Un remolque (también, acoplado o tráiler) es un vehículo sin motor al que arrastra otro vehículo, y sirve para el transporte de mercancías. Algunos son simples cajas aptas para transportar cualquier carga. Los hay cerrados y abiertos, y en forma de plataforma para poder transportar grandes maquinarias e incluso automóviles. 

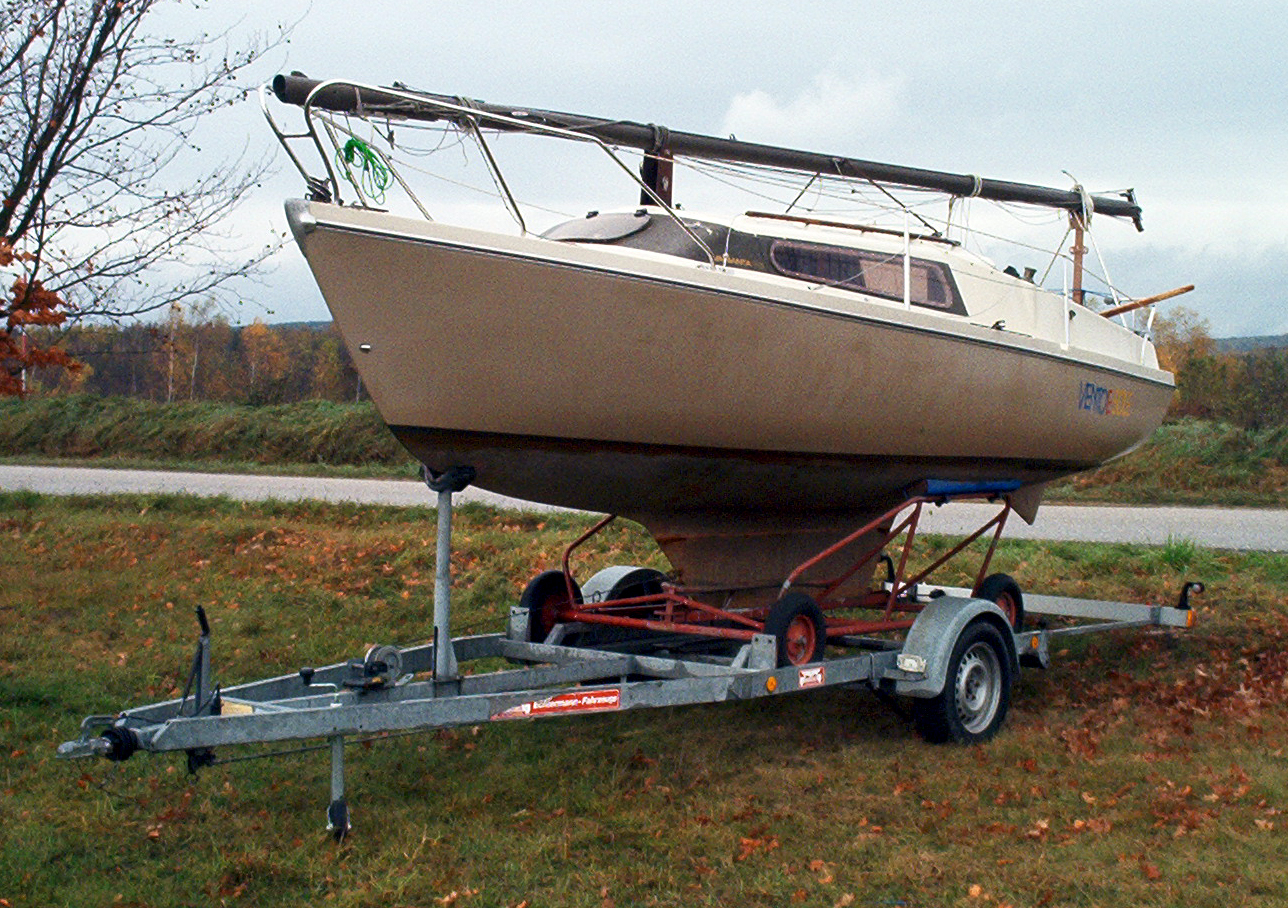
Remolque para una embarcación de recreo.

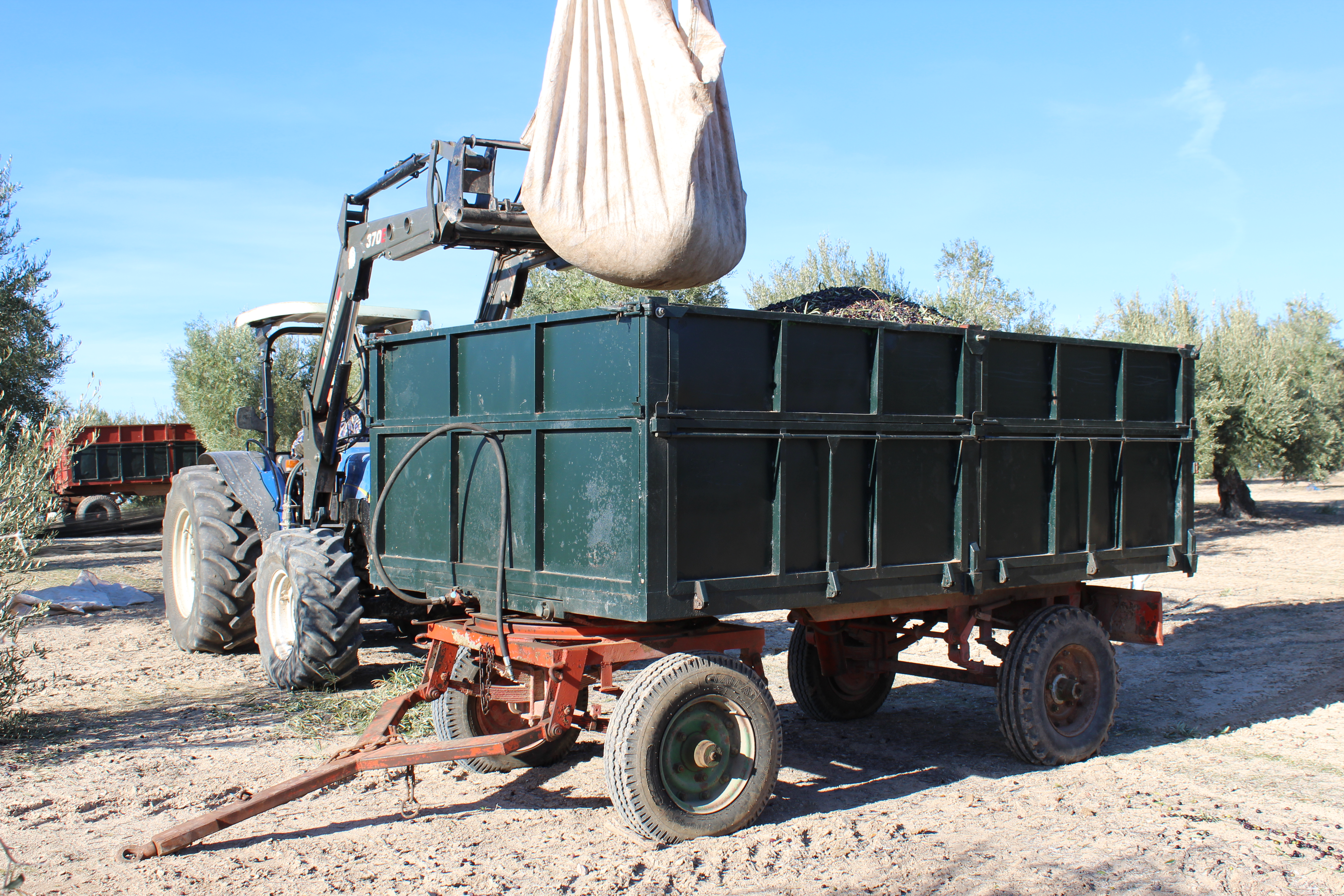
Tractor descargando una saca de aceituna con la pluma sobre un remolque agrícola

Se trata de un vehículo de carga no motorizado que consta como mínimo de chasis, ruedas, superficie de carga y, dependiendo de su peso y dimensiones, frenos propios. Su masa máxima autorizada no excede de 750 kilogramos; a efectos de esta clasificación, se excluyen los agrícolas. No se puede mover por sus propios medios sino que es arrastrado y dirigido por otro vehículo: desde camiones-remolque específicos hasta motos y bicis, pasando por turismos o tractores.

## Véase también

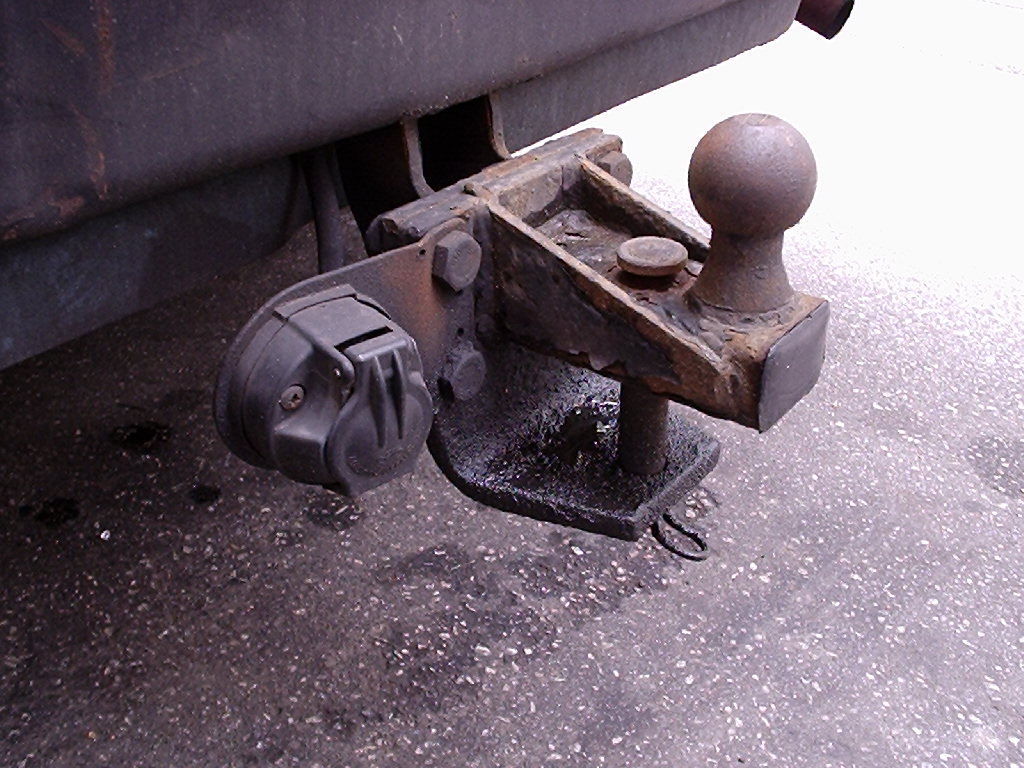
Bola de remolque, en un coche.